# 堅田外司昭
堅田 外司昭（かただ としあき、1961年10月22日 ‐ ）は、石川県出身の元高校野球審判員、元社会人野球選手（投手・左投げ）。日本高等学校野球連盟理事。

## 来歴
石川県金沢市立森本中学校から星稜高等学校に進学。3年次の1979年に5番・投手として春夏の甲子園に出場。第51回選抜高等学校野球大会は初戦で敗退したが、夏の第61回全国高等学校野球選手権大会は、初戦（2回戦）に勝利。3回戦で和歌山県立箕島高等学校との延長18回の熱戦を展開したが、サヨナラ負けを喫した。
卒業後は野球を辞めるつもりだったが、試合後に引き揚げる際、球審を務めた永野元玄から使用したボールを手渡され、「一生の宝物です。ボールを見るたび、あの試合に恥じない生き方をしようと思った」とのちに語った。結局、松下電器に就職し、同社の野球部に所属。5年間で1勝1敗に終わり、マネージャーに転向し8年間務めた。
以後は社業に専念する一方、野球界に恩返しをしたいと1990年より大阪府野球連盟に所属し社会人野球の審判を務めた。2002年に大阪府高等学校野球連盟との交流制度が始まり、翌年の春季近畿大会で審判を務めたことにより、高校野球界に復帰。同年の第85回全国高等学校野球選手権大会での東北高等学校と筑陽学園高等学校の試合で二塁塁審を務め、甲子園にも復帰した。19年間にわたって「球児たちには、それぞれの『最高試合』をしてもらいたい。思いやりのあるジャッジで、そのお手伝いがしたい」という思いでグラウンドに立ち続けてきた。2021年の第103回全国高等学校野球選手権大会決勝戦の智辯学園和歌山高等学校と智辯学園高等学校の試合を最後に審判委員を勇退した。
2022年から選抜高等学校野球大会の選考委員、2023年から（公財）日本高等学校野球連盟理事を務める。